# Tatort: Der tote Chinese
Der tote Chinese ist ein Fernsehfilm aus der Kriminalreihe Tatort der ARD und des ORF. Der Film wurde vom HR produziert und am 28. Dezember 2008 im Programm Das Erste zum ersten Mal gesendet. Für die Frankfurter Ermittler Dellwo und Sänger ist diese 716. Tatort-Folge ihr 14. gemeinsamer Fall. Die Ermittler haben den Mord an einem Menschenhändler aufzuklären. Besondere Brisanz bekommt die Geschichte, als bekannt wird, dass irgendwo in Frankfurt am Main ein Container mit chinesischen Flüchtlingen ohne Nahrung und Wasser steht. So beginnt ein Wettlauf gegen die Zeit, um diese Menschen zu retten.

## Handlung
Im Airporthotel in Frankfurt am Main will der Chinese Tony Wang übernachten, um am nächsten Morgen seinen Flug in die USA anzutreten. Er trifft dort einige Landsleute, die im Streit von ihm gehen. Kurz darauf setzt sich der Handlungsreisende Shavkat Nazarov an seinen Tisch, sie trinken miteinander bis spät in die Nacht und besuchen den Fitnessraum, um den vielen Alkohol schneller zu verarbeiten. Der junge Chinese Wen Hai Wan, der auf dem Flughafen als Reinigungskraft arbeitet, findet seinen Landsmann später tot unter der Hantelbank. Da er ganz allein ist, nimmt er dessen Reisepass heimlich an sich.
Als Dellwo und Sänger am Flughafenhotel eintreffen, empfängt sie der Hotelmanager missmutig, da ihm polizeiliche Ermittlungen gerade sehr unpassend sind. Es findet eine wichtige Tagung mit über 600 chinesischen Teilnehmern statt, was für das Hotel sehr wichtig ist. Die Ermittler versprechen, möglichst diskret zu arbeiten, und versuchen zunächst herauszufinden, um wen es sich bei dem Toten handelt – was sich als sehr schwierig herausstellt, da weder Kleidung, Papiere noch Zimmerschlüssel auffindbar sind. Lediglich ein Ring mit dem eingravierten Namen „Stefanie“ konnte sichergestellt werden. Anhand der Getränkerechnung in der Bar, die Wang mit Kreditkarte bezahlt hat, kann er identifiziert werden und so gilt sein Gast, Shavkat Nazarov, als wichtiger Zeuge. Der ist allerdings inzwischen auf dem Weg nach Berlin, wird aber zum Abend wieder im Hotel zurückerwartet.
Wen Hai Wan hat inzwischen die Identität von Tony Wang angenommen, ohne zu ahnen, in was für eine Situation er damit gerät. Wang wohnt zwar mit seiner Frau in Deutschland, doch war er auf dem Weg in die USA; so kommt Wan das Ticket nach New York gerade recht, da er so endlich einmal wieder seine Familie sehen kann, die in den USA lebt. Auf dem Flughafen warten jedoch die Ganoven Robert Roetgen und Jens Richter auf den echten Tony Wang. Das Erkennungszeichen, eine Tasche mit Schweizer Flagge, trägt nun Wen Hai Wan. Da er die beiden keines Blickes würdigt, sind sie sich unsicher und befürchten, dass er türmen will. Kurzerhand zwingen sie ihn, mit in ihr Auto zu steigen, bringen ihn in eine Lagerhalle und wollen das Geld für ihre Lieferung. Roetgen macht seit kurzem illegale Geschäfte mit Menschenhändlern. Doch weiß er nicht mit Wang umzugehen. Der schweigt nur und kann in einem unbeobachteten Moment fliehen.
Sänger erscheint es merkwürdig, dass nicht die Putzkolonne den Toten gefunden hat, da sie normalerweise immer die ersten sind, die früh morgens zu tun haben. Der Hotelmanager benimmt sich sehr seltsam, als sie nach den Reinigungskräften fragt, die von einer Dienstleistungsfirma gestellt werden. An der Hotelbar kommt sie mit der jungen Chinesin Min Li Sun ins Gespräch. Sie ist seit einem Jahr auf der Suche nach ihren Eltern. Sie wollten illegal nach Europa reisen, sind dort aber nie angekommen.
Dellwo kann inzwischen mit Shavkat Nazarov sprechen, der von Berlin zurück ist. Von ihm erfährt er, dass Wang ein Menschenhändler war, der ihm einen Container voll illegaler Einwanderer angeboten hatte, wenn er gut zahlen würde. So wird für die Ermittler die Suche nach dem Container wichtiger als die nach dem Mörder, denn noch könnten die Menschen dort drin leben. Doch ohne genauen Standort oder Containernummer ist es schwierig ihn zu finden.
Von der Flughafenpolizei erfährt Dellwo, dass sich inzwischen ein anderer für Wang ausgibt und mit seiner Kreditkarte bezahlt hatte. Sänger hat inzwischen die Reinigungsfirma überprüft und herausgefunden, dass dort ein Wen Hai Wan fehlt. Als er in seiner Unterkunft aufgegriffen wird, bringt das zutage, dass dort unzählige Chinesen untergebracht sind, die alle illegal in Deutschland sind und von einer ganzen Organisation ausgebeutet werden. Wan kann festgenommen werden und redet auch hier kaum. Mithilfe von Min Li Sun, die sich als Dolmetscherin zur Verfügung gestellt hat, macht er sich verständlich und Sänger hat Zweifel, dass er der Mörder von Tony Wang ist.
Roetgens Kumpan Richter wird inzwischen nervös und will sich sein Geld mit Gewalt holen. Er hat die Adresse von Tony Wang herausgefunden und begibt sich dorthin. Er kidnappt Wangs Frau und steckt sie mit in den Container zu den anderen. Kurz darauf geht auf Wangs Handy die Nachricht ein, dass er sich mit 300.000 Euro zum Containerhafen begeben soll, wenn er seine Frau lebend wieder haben will. Die Ermittler schicken Wen Hai Wan als Lockvogel zum vereinbarten Platz und können dort sowohl Roertgen und Richter festnehmen, als auch die Containernummer erfahren und die Menschen aus ihrem Gefängnis befreien.
Am Ende stellt sich heraus, dass Min Li Sun herausgefunden hatte, dass Tony Wang für das Verschwinden und den Tod ihrer Eltern verantwortlich war. Sie suchte bewusst Kontakt zu ihm und hat ihn im Fitnessstudio zu Rede stellen wollen und dabei die Gewichte der Anlage so auf den darunterliegenden Wang gedrückt, das er dadurch zu Tode kam. Gewollt hat sie das nicht, aber sie findet: „Es ist gut, dass er tot ist.“

## Hintergrund
Der Film wurde vom HR und in Zusammenarbeit mit Degeto Film in Frankfurt am Main und Umgebung gedreht.

## Rezeption

### Einschaltquoten
Die Erstausstrahlung von Der tote Chinese am 28. Dezember 2008 wurde in Deutschland von insgesamt 6,62 Millionen Zuschauern gesehen und erreichte einen Marktanteil von 18,9 Prozent für Das Erste.

### Kritik
Rainer Tittelbach von tittelbach.tv urteilte anerkennend über die schauspielerischen Leistungen: „klar und kühl agieren neben Andrea Sawatzki und Jörg Schüttauf auch Matthias Brandt und Johanna Wokalek. Eindrucksvoll auch die beiden kleinen Gangster, deren Handeln die ganze Tragik ihres jämmerlichen Daseins zeigt: Andreas Schmidt und Thorsten Merten bringen Verzweiflung und Brutalität gleichermaßen zum Ausdruck. Auch wenn die Krimispannung wegen allzu vieler Fragezeichen zwischenzeitlich zum Erliegen kommt – es sind die tieferen Wahrheiten der Geschichte, die Details, die stimmungsvollen Bilder, die diesen ‚Tatort‘ außergewöhnlich machen.“
Tilmann P. Gangloff stellte fest: „Hendrik Handloegten zeigt, wie man eine Geschichte rund um ein sehenswertes Ensemble erzählt, sie mutwillig verrätselt und auf diese Weise für durchgängige Spannung sorgt, ohne dass ein einziger Schuss fällt: Das obligate Todesopfer ist im Fitnessraum des Frankfurter Flughafenhotel unter einer Hantel erstickt. […]  Dieser ‚Tatort‘ [imponiert] nicht zuletzt durch seine Vielschichtigkeit; selbst wenn es eine Weile dauert, bis man sich zwischen den verschiedenen Ebenen orientiert hat.“
Bei Taz.net schrieb Christian Buß zu diesem Tatort: Der Blick des Regisseurs bleibt „kunstvoll auf den Ort des modernen Menschen- und Warenflusses fokussiert: Während der Soundtrack stoisch pluckernde Krautrockschlaufen auffährt, sieht man die Menschen selbstverloren die langen Flure des Flughafens ausmessen: Überall surren Scheintote und Lebensmüde auf Laufbändern und in Passagierloren durchs Airport-Ambiente.“
Die Kritiker der Fernsehzeitschrift TV Spielfilm meinten, dass dieser Tatort „atmosphärisch überaus dicht inszeniert“ sei und „lebendige, packende Globalisierungskritik“ bringe.